# تاریخ دامپزشکی و پزشکی ایران
تاریخ دامپزشکی و پزشکی ایران کتابی از حسن تاج‌بخش است که در سال ۱۳۷۲ منتشر و در مراسم کتاب سال جمهوری اسلامی ایران به‌عنوان کتاب برگزیده معرفی شد.